# C.F. Müller Verlag
Der C.F. Müller Verlag entstammt der im Jahre 1797 von Christian Friedrich Müller in Karlsruhe gegründeten C.F. Müller’schen Hofbuchdruckerei.

## Geschichte
Das Unternehmen ist einer der ältesten deutschen Verlage, der schon früh bedeutende Gesetzeswerke wie den berühmten Code Napoléon (1809) herausgab. C.F. Müller ist neben dem Kriminalistik Verlag eine Marke der C.F. Müller GmbH mit Sitz in Heidelberg. Die juristische Fachliteratur von C.F. Müller hat ihre Schwerpunkte in der Juristischen Ausbildung, der Juristischen Wissenschaft und der Rechts- und Steuerpraxis.
Die Themenschwerpunkte im Bereich Rechtspraxis liegen vor allem im Wirtschafts- und Steuerrecht, Strafrecht, Wirtschaftsstrafrecht und Medizinrecht. Das Verlagsprogramm bietet in diesen Bereichen sowohl Kommentare wie die Reihe „Heidelberger Kommentare“, Praxishandbücher wie die Reihe „Praxis der Strafverteidigung“ als auch Zeitschriften wie die Zeitschrift für Wirtschafts- und Steuerstrafrecht „wistra“ und die Zeitschrift für Medizinstrafrecht „medstra“. Großkommentare wie „Kirchhof/Söhn/Mellinghoff, Einkommensteuergesetz“, Handbuch-Klassiker wie „Böhme/Biela, Kraftverkehrs-Haftpflicht-Schäden“ oder auch Arbeitshilfen wie „Höver, Gebührentabellen“ zählen zu den juristischen Standardwerken. Auch das vom Deutschen Richterbund herausgegebene Handbuch der Justiz als „who is who“ der deutschen Justiz erscheint bei C.F. Müller.
Für die Juristische Ausbildung publiziert C.F. Müller Fachliteratur für alle Phasen des Jurastudiums: angefangen vom „Start ins Rechtsgebiet“ über die Vorlesungsbegleitung und Vertiefung des Stoffes mit den bekannten „blauen Büchern“ der Schwerpunkte-Reihen „Pflichtfach“, „Schwerpunktbereich“ und „Klausurenkurs“ bis hin zur Vorbereitung auf das 1. Staatsexamen mit der Reihe „Unirep Jura“. Ergänzt wird das Programm durch Reihen wie „Falltraining“, die Skripten von „JURIQ Erfolgstraining“ und die handlichen Gesetzessammlungen der Reihe „Textbuch Deutsches Recht“. Die Reihe „Referendariat“ begleitet Rechtsreferendare durch ihre Ausbildungsstationen zum 2. Staatsexamen. Neben E-Books und Datenbanken bietet der Verlag unter www.cfmueller-campus.de auch eine Online-Plattform für Jurastudierende an.
Der thematische Schwerpunkt des Bereichs Juristische Wissenschaft ist das Staats- und Verfassungsrecht mit dem Bonner Kommentar zum Grundgesetz, dem Nachschlagewerk der Rechtsprechung des Bundesverfassungsgerichts und wissenschaftlichen Editionsreihen wie z. B. dem Handbuch des Staatsrechts, dem Handbuch der Grundrechte in Deutschland und Europa und dem Handbuch des Strafrechts. Zu den wichtigen Zeitschriften im wissenschaftlichen Bereich zählen Goltdammer’s Archiv für Strafrecht und die Zeitschrift für Gesetzgebung ZG.

## Entstehungsgeschichte
Als der gelernte Buchbinder Christian Friedrich Müller im Jahr 1797 in Karlsruhe gewerblich Fuß fassen wollte, stieß er auf Widerstand. Am 2. Januar 1797 wandten sich die alteingesessenen Buchhändler an ihren Fürsten und verlangten die „gnädigste Abweisung des Müllerschen Gesuchs zur Errichtung einer Buchhandlung“. Christian Friedrich Müller gelang es, in Gesprächen und Briefen immer wieder auf die in seinen Wanderjahren geknüpften Beziehungen hinzuweisen und schien damit das Interesse des expansionsbedürftigen Karlsruher Hofs zu wecken. Am 1. September 1797 erteilte man ihm die offizielle Genehmigung zur Errichtung einer Buchhandlung, am 20. Dezember 1797 folgte auch das Privileg zur Errichtung einer Buchdruckerei. Müller gab fortan bedeutende Gesetzgebungswerke heraus.

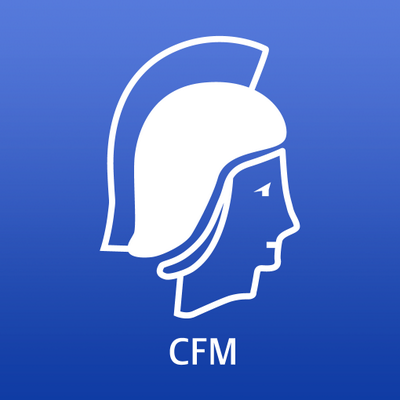
Logo des C.F. Müller Verlag

### Eigentümer der Firma C. F. Müller von 1797 bis 1994
| Inhaber                       | von - bis   | Bemerkung                                 |
| ----------------------------- | ----------- | ----------------------------------------- |
| Christian Friedrich Müller    | 1797 – 1821 | Firmengründer                             |
| Ernestine Müller geb. Bouginé | 1821 – 1843 | 2. Ehefrau von Christian Friedrich Müller |
| Wilhelm Müller / Carl Müller  | 1843 – 1890 | Söhne von Christian Friedrich Müller      |
| Max Müller                    | 1890 – 1910 | Sohn von Wilhelm Müller                   |
| Hermann Fecht                 | 1910 – 1945 | Neffe von Max Müller                      |
| Robert Müller-Wirth           | 1946 – 1959 | Enkel von Carl Müller                     |
| Christof Müller-Wirth         | 1959 – 1994 | Sohn von Robert Müller-Wirth              |

1994 wurde der C.F. Müller Verlag von der Verlagsgruppe Dr. Alfred Hüthig übernommen und verlegte seinen Standort nach Heidelberg. Durch die Fusion des Bereichs Recht/Wirtschaft/Steuern der Hüthig-Verlage mit dem Münchner Jura-Verlag Jehle Rehm wurde C.F. Müller eine Verlagsmarke der Verlagsgruppe Hüthig Jehle Rehm. 2014 wurde C.F. Müller schließlich eine Marke der ausgegründeten C.F. Müller GmbH, die seit 2020 zum Verlag Dr. Otto Schmidt gehört.